# Paldiski

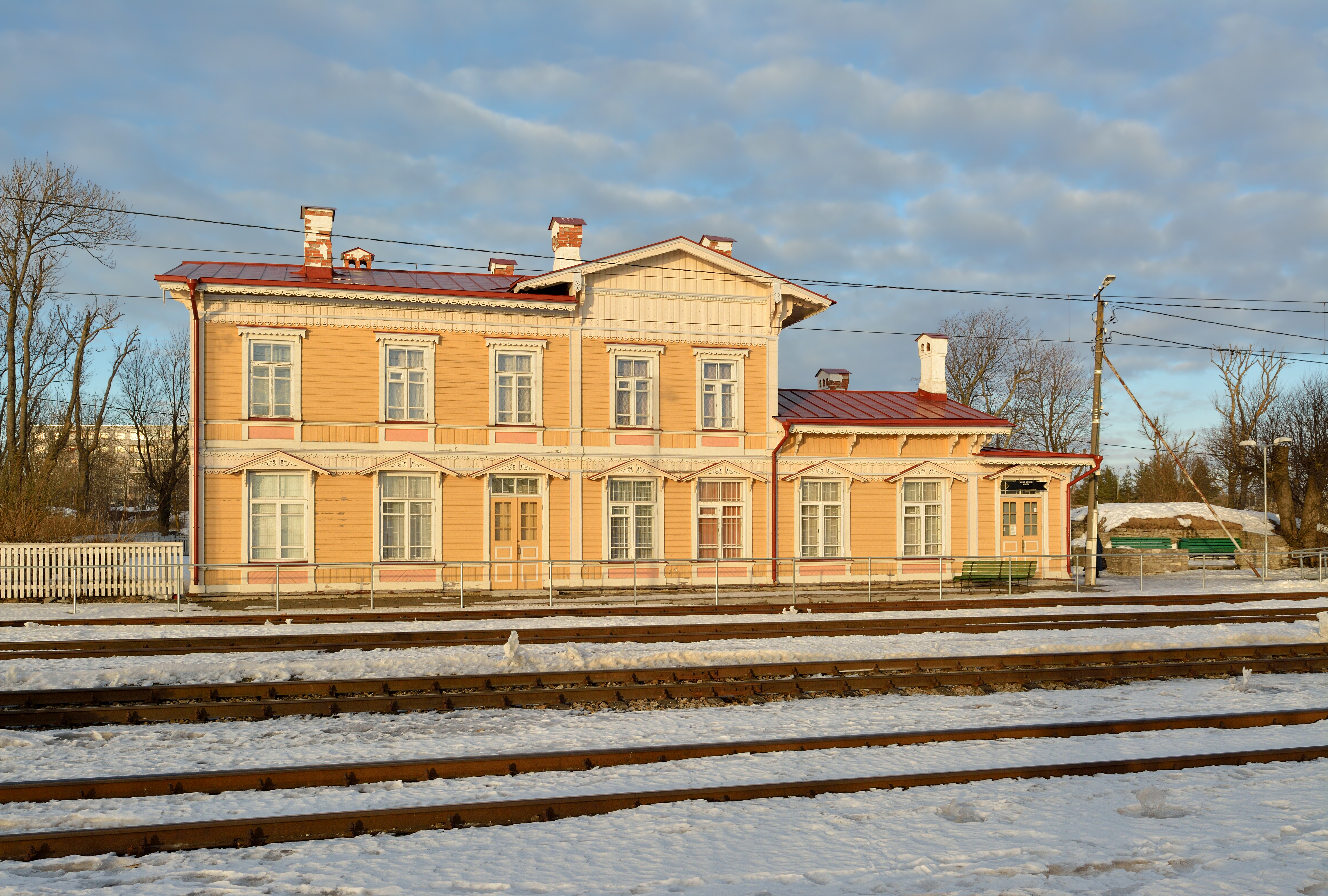

Paldiski (în suedeză Rågervik, în germană Rogervik sau Baltischport) este un oraș (linn) în Județul Harju, Estonia. Localitatea a fost locuită de germanii baltici.
1. ↑  Maakatastri statistika (în estonă), Consiliul Funciar Eston[*], accesat în 12 octombrie 2018